# Franciszek Ksawery Lampi
Franciszek Ksawery Lampi, còn gọi là Franz Xaver Lampi (sinh ngày 22 tháng 1 năm 1782 - mất ngày 22 tháng 7 năm 1852) là một họa sĩ người Ba Lan gốc Ý của thời kỳ Lãng mạn. Lampi định cư ở Warsaw vào khoảng năm 1815, và tự khẳng định rằng ông là nghệ sĩ vẽ chân dung và phong cảnh hàng đầu tại Vương quốc Lập hiến Ba Lan ngay sau khi Napoléon thất bại ở Nga.

## Sự nghiệp
Lampi sinh ra ở Klagenfurt. Cha ông là họa sĩ nổi tiếng người Ý Johann Baptist von Lampi the Elder. Sau các cuộc chiến tranh của Napoléon, ông định cư ở Warsaw vào năm 1815. Ông đã triển lãm các tác phẩm của mình tại Warsaw vào các năm 1828, 1838, 1841 và 1845. Lampi mở một trường nghệ thuật tư nhân nhỏ vào năm 1841.
Chủ đề sáng tác của Lampi chủ yếu là chân dung quý tộc và sự lãng mạn của những người phụ nữ hấp dẫn. Phong cách nghệ thuật của Lampi tương tự như của họa sĩ người Ý Salvator Rosa và họa sĩ người Pháp Claude Joseph Vernet. Giai đoạn năm 1817–1819, ông dạy học ở Kraków. Các học trò đáng chú ý nhất đó là Wojciech Stattler và Piotr Michałowski.
Năm 1840, ông đến thăm Dresden, Berlin và Munich. Tại Đức, ông được biết đến với tên gọi Franz Xaver Ferdinand von Lampi trong tiếng Đức.
Năm 1850, Lampi trở về Warsaw, nơi ông qua đời vào năm 1852, hưởng thọ 70 tuổi. Các tác phẩm của nghệ sĩ có thể được tìm thấy tại các chi nhánh của Bảo tàng quốc gia Ba Lan.

## Tác phẩm tiêu biểu
Tranh phong cảnh
- Romantic scenery, c.1820/30
- Castaways at strands, 1840
- Mountain waterfall, ca.1830
- Rescuing castaways, 1850

Tranh chân dung phụ nữ
- Portrait of a Lady[6]
- Maria Borakowska
- Celina Radziwiłł
- Magdalena Łuszczewska
- Portrait of a Lady